# Картер, Нелл
Нелл Картер (англ. Nell Carter; 13 сентября 1948 — 23 января 2003) — американская певица и актриса, известная благодаря выступлениям в театре, кино и на телевидении.
Картер выиграла премии «Тони» и «Драма Деск» за роль в бродвейском мюзикле Ain’t Misbehavin' в 1978 году, а также «Эмми» за выступление в одноимённой телепостановке в 1982 году. Она также известна по своей главной роли в комедийном телесериале «Дай мне перерыв!», который принёс ей две номинации на «Эмми» и «Золотой глобус».